# ترنس هاروی
ترنس هاروی (انگلیسی: Terence Harvey؛ ‏ ۰ اکتبر ۱۹۴۴ – ۷ سپتامبر ۲۰۱۷) بازیگر اهل بریتانیا بود.
از فیلم‌ها یا برنامه‌های تلویزیونی که وی در آن نقش داشته‌است، می‌توان به قصه‌گو، از جهنم، خانه نایب الملک و دانتون ابی اشاره کرد.